# Sabomata
Sabomata (Sabu-Mata) ist eine osttimoresische Siedlung im Suco Hohorai (Verwaltungsamt Laclo, Gemeinde Manatuto).

## Geographie
Das Dorf Sabomata liegt an der Südgrenze der Aldeia Hatanaun in einer Meereshöhe von 970 m. Jenseits der Grenze liegt der Suco Iliheu. Folgt man der Überlandstraße, die die Orte Laclo und Remexio verbindet, nach Westen, erreicht man die Gemeinde Aileu mit ihrem Suco Tulataqueo und dem Dorf Fatubutik. Südöstlich befindet sich in Iliheu das Dorf Rehatu. Weiter im Nordosten liegt der nächste Nachbarort in Hohorai: Das Dorf Anicolaun.